# 霍赫东
霍赫东是德国石勒苏益格－荷尔斯泰因州的一个市镇。总面积5.46平方公里，总人口1209人，其中男性599人，女性610人（2011年12月31日），人口密度221人/平方公里。